# Luís da Anunciação Azevedo
Luís da Anunciação Azevedo, O.P. (Lisboa, 15 de outubro de 1721 - Lisboa, 19 de abril de 1789) foi um frei dominicano e prelado português da Igreja Católica, bispo de Angola e Congo.

## Biografia
Foi feito diácono da Ordem dos Pregadores em 7 de junho de 1744 e foi ordenado padre em 19 de setembro do mesmo ano. Foi lente de teologia no Convento de São Domingos de Lisboa.
Após sua nomeação por Dom José I como bispo de Angola e Congo em 21 de março de 1771, foi confirmado pelo Papa Clemente XIV em 17 de junho e consagrado em 28 de outubro do mesmo ano, no cenáculo do Convento de São Domingos por Dom Manuel do Cenáculo, T.O.R., bispo de Beja, coadjuvado por Dom Bartolomeu Manuel Mendes dos Reis, bispo de Macau e por Dom Miguel António Barreto de Meneses, bispo de Bragança.
Durante sua prelazia, em 1779 requisitou a Dona Maria I o envio de missionários para ajudar na evangelização local. De 19 de dezembro de 1782 a setembro de 1784, compôs a junta governativa de Angola, após a morte de José Gonçalo da Gama. Renunciou à Sé em 8 de novembro de 1784, retornando para Portugal.
Faleceu em Lisboa, em 19 de abril de 1789.